# Cuando los ángeles duermen (película de 1947)
Cuando los ángeles duermen  (título en italiano: Quando gli angeli dormono) es una coproducción hispano-italiana de drama estrenada en 1947, escrita y dirigida por Ricardo Gascón y protagonizada en los papeles principales por Amedeo Nazzari, Clara Calamai y Maria Eugénia.
La película está basada en la novela homónima del escritor español Cecilio Benítez de Castro.
Por su labor en esta película y también en La fe, la actriz Camino Garrigó fue galardonada con la Medalla del Círculo de Escritores Cinematográficos a la mejor actriz secundaria en la tercera edición de estos premios.

## Sinopsis
La película narra la historia de un hombre humilde pero a la vez egoísta y ambicioso que hace fortuna al trasladarse del campo a la ciudad, pero a costa de destruir todo lo que le rodea: amores, amistades, etc.

## Reparto
- Amedeo Nazzari como Blin / Pablo Rivera
- Clara Calamai como Elena
- Maria Eugénia como Bianca
- Silvia Morgan como Susana
- Anita Farra como Paulina
- Mona Tarridas como Susana (niña)
- Gina Montes como Bárbara
- Camino Garrigó como Braulia
- Pedro Mascaró como Oriol
- Alfonso Estela como Lalio
- Modesto Cid como Bonifacio
- Carlos Agostí como Emilio
- Arturo Cámara como Carmona
- Rafael Luis Calvo como Ventura
- Fernando Sancho como Peral
- Jorge Morales como Víctor
- César Pombo como Hurtado
- Luis Villasiul como Cura Riévana
- Enriqueta Villasiul como Dora
- Félix Dafauce como Chas
- Alberto Vialis como El Francés
- Antonio Bofarull como	Sr. Bono
- Juan Moreno Rigo como	Pedro, mayordomo

## Premios
3.ª edición de las Medallas del Círculo de Escritores Cinematográficos
| Categoría               | Nominación     | Resultado |
| ----------------------- | -------------- | --------- |
| Mejor actriz secundaria | Camino Garrigó | Ganadora  |